# Phacellodomus maculipectus
El espinero de pecho manchado o espinero serrano (en Argentina)  (Phacellodomus maculipectus), es una especie de ave paseriforme de la familia Furnariidae, perteneciente al género Phacellodomus. Es nativa de la región andina del centro oeste de América del Sur.

## Distribución y  hábitat
Se distribuye a lo largo de los Andes desde el centro de Bolivia (sureste de Cochabamba, oeste de Santa Cruz) hacia el sur hasta el noroeste de Argentina (al sur hasta La Rioja).
Esta especie es considerada poco común en su hábitat natural: el sotobosque y los bordes de bosques caducifolios y semi-húmedos y áreas abiertas adyacentes, entre 1000 y 2900 m de altitud.

## Estado de conservación
El espinero de pecho manchado es considerado una especie bajo preocupación menor.

## Sistemática

### Descripción original
La especie P. maculipectus fue descrita por primera vez por el ornitólogo alemán Jean Cabanis en 1883 bajo el mismo nombre científico; la localidad tipo es: «cerca de San Javier, Tucumán».

### Etimología
El nombre genérico masculino «Phacellodomus» deriva del griego «phakellos»: amontonado de palitos, y «domos»: casa; en referencia al típico nido de estas especies; y el nombre de la especie «maculipectus», se compone de las palabras del latín «macula»: punto, mota, mancha, y «pectus, pectoris»: pecho, significando «de pecho manchado».

### Taxonomía
Anteriormente fue considerada conespecífica con P. striaticollis, pero algunos autores ya la trataban como una especie separada, como Nores e Yzurieta (1981) y Ridgely & Tudor (1994), con base en diferencias morfológicas, de plumaje, ecológicas (como la falta de asociación con agua, el formato del nido) y de vocalización (muy significativas). La elevación al rango de especie plena fue aprobado en la Propuesta No 19 al Comité de Clasificación de Sudamérica. Los estudios filogenéticos recientes encontraron que no es cercana a P. striaticollis y si hermana de Phacellodomus dorsalis. Una subespecie no descrita de los bosques de Catamarca y La Rioja (noroeste de Argentina) tiene la frente de color castaño oscuro, del mismo color que el resto de la corona, y el dorso más oscuro y más oliváceo. Es monotípica.